# 王京 (周孝王)
王京（？—？），周朝王后。西周第八代天子周孝王的王后。
传世文献没有王京的记载，铜器《小臣传卣》有铭文：佳五月既望甲子，王京令师田父殷成周，师田父令小臣传非余传□朕考□师田父令余□□，白（伯）俎父赏小臣传，扬白休，用乍（作）朕考日甲宝。师田父根据青铜器《伯田父簋》，认定是周孝王的大臣伯田父，所以断代王京为孝王的后妃。